# ۱۹۸۴ (فیلم ۱۹۵۶)
۱۹۸۴ فیلمی به کارگردانی مایکل اندرسون است که در سال ۱۹۵۶ منتشر شد. از بازیگران آن می‌توان به ادموند اوبرایان، مایکل ردگریو، جن استرلینگ، دونالد پلیسنس و جان ورنن اشاره کرد.
داستان این فیلم با اقتباس از کتاب ۱۹۸۴ نوشته جرج اورول تهیه و تنظیم شده است.